# 川陕金莲花
川陕金莲花（学名：Trollius buddae）为毛茛科金莲花属下的一个种。

## 扩展阅读
- 維基物種上的相關：川陕金莲花